# Пожежне судно

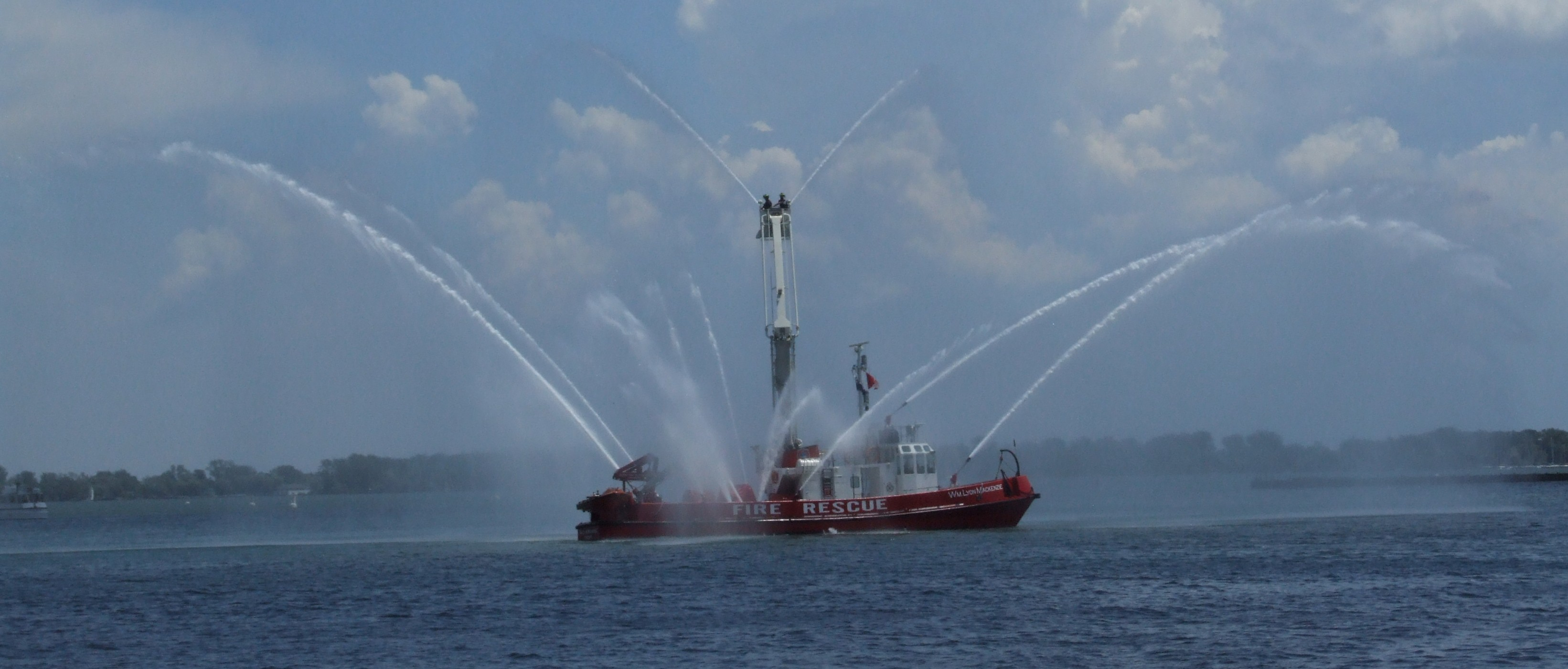
Пожежне судно в дії

Пожежне судно - судно що обладнане для виконання завдань, які вирішуються спеціалізованими пожежними службами
. Основне призначення пожежних суден – надання екстреної допомоги плавзасобам та береговим об’єктам (особливо у важкодоступних місцях), наприклад морським буровим установкам, маякам тощо. Підвищену маневреність, необхідну для підходу судна до палаючого об'єкта, забезпечують потужні рушійні установки, а на суднах останніх років побудови — системи динамічного позиціонування.

## Класифікація
Пожежні судна поділяються на спеціалізовані (мають потужне пожежне обладнання, що не дозволяє використовувати їх не за призначенням) і комбіновані (пожежні та портові буксири, які мають пожежне обладнання, що не знижує їх ефективності як буксирних засобів).
Залежно від району плавання поділяють на річкове, морське та комбіноване "річка-море" (пожежні катери типу «річка-море» використовуються переважно в гирлах великих річок). 

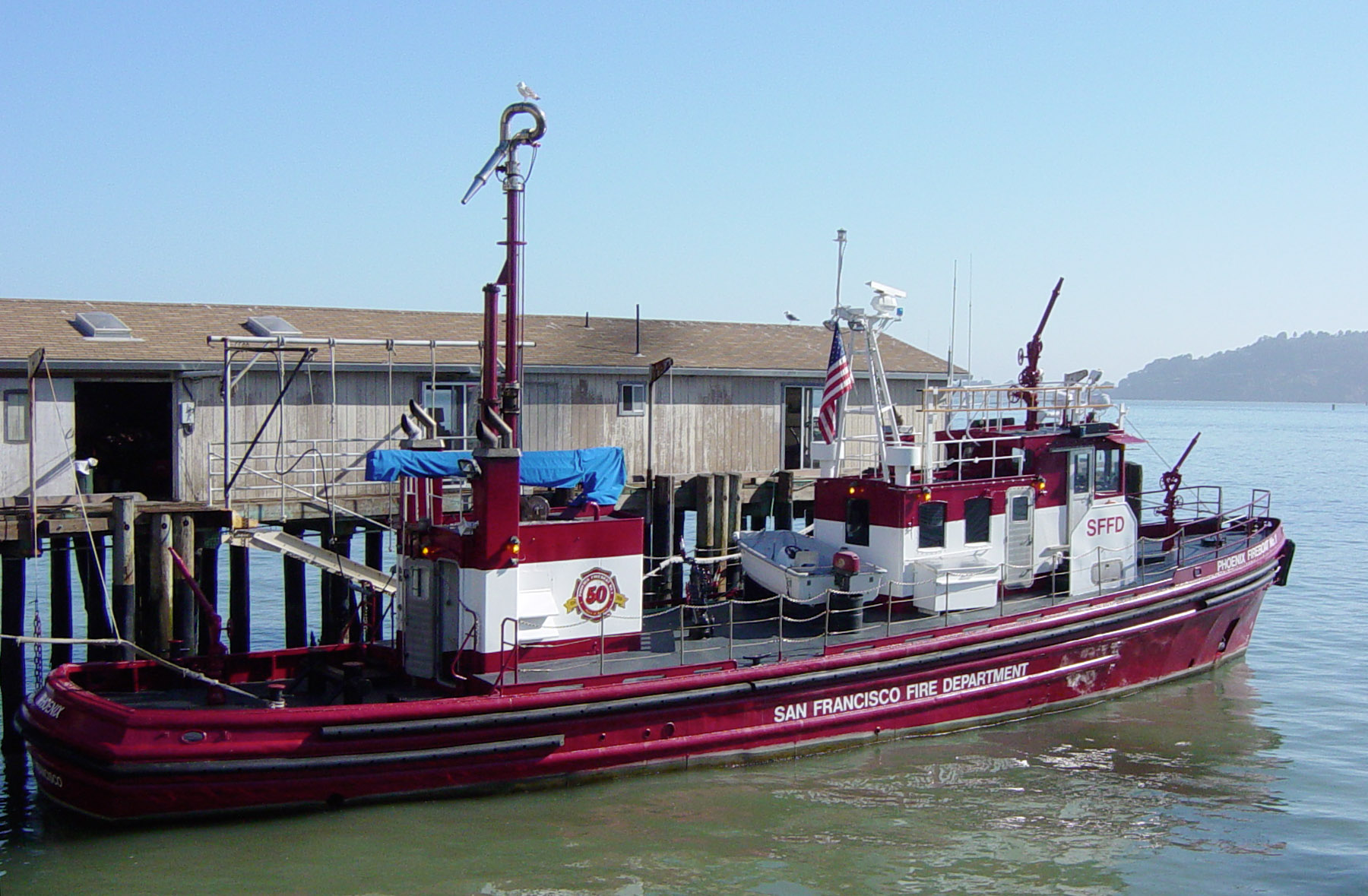
Пожежний катер Фенікс з Сан-Франциско

## Засоби пожежогасіння
Основним засобом гасіння пожежі на пожежному судні є високопродуктивні (до 10 000 м³/год) насоси, які подають воду в стаціонарні пожежні стволи або в водопроводи.  Насоси приводяться в рух спеціальними або маршовими двигунами судна і встановлюються нижче конструктивної ватерлінії, що забезпечує швидке самопливне наповнення насосів.  Сопла (кількістю від 1 до 8), як правило, встановлюються на носі, кормі і надбудові і забезпечують довжину (вихід) струменя до 200 м і висоту до 50 м.  На деяких кораблях є телескопічні вежі і стріли, також обладнані пожежними стволами.  Крім того, зазначені вежі і гіки використовуються для висадки аварійних груп на пожежі і виведення людей з палаючих суден.